# Juventus Training Center (Vinovo)
Lo Juventus Training Center (/juˈvɛntus ˈtreɪnɪŋ ˈsentə(r)/), noto anche come Allianz Training Center per motivi di sponsorizzazione, o semplicemente come JTC Vinovo (pronunciato [ˈdʒeɪː ˈtiː ˈsiː vinˈɔvo]) per via della località in cui sorge, è un centro sportivo di proprietà della società calcistica italiana Juventus Football Club.
Ritenuto tra i più moderni centri sportivi al mondo, ha ospitato gli allenamenti della prima squadra maschile della Juventus dal 2006 al 2018. Ospita gli allenamenti della prima squadra femminile, gli allenamenti della seconda squadra maschile e gran parte delle attività del settore giovanile bianconero sia maschile sia femminile. Occasionalmente è stato anche sede di ritiro della nazionale italiana.
Opera degli studi GAU e Shesa, e inaugurato il 15 luglio 2006 come Juventus Center, si divide principalmente tra l'area training, deputata all'attività fisica, e quella media and sponsor, riservata alle esigenze dei mass media.
Il centro sportivo si trova in via Stupinigi 182 a Vinovo, comune dell'hinterland torinese, nelle vicinanze del parco naturale di Stupinigi.
Dal 28 marzo 2024 ha assunto il nome commerciale di Allianz Training Center a seguito della cessione dei diritti di denominazione ad Allianz.

## Storia

### Progettazione e costruzione
Nel 2000 la Juventus, davanti alle difficoltà nel trovare un'intesa con il Comune di Torino per l'acquisto dello stadio delle Alpi e dell'area circostante, valutò la possibilità di abbandonare la città nel caso in cui la trattativa non fosse andata a buon fine. Furono proposte diverse soluzioni: una di queste consisteva nel costruire un nuovo stadio all'ippodromo di Vinovo, che avrebbe fatto parte di un complesso riservato alla Juventus, oppure, in alternativa, erigere semplicemente un centro sportivo con campi d'allenamento, clinica medico-sportiva e centro commerciale.
Nel febbraio 2001, dopo l'interruzione momentanea della trattativa d'acquisto dell'area Continassa quale futuro campo per quegli allenamenti della prima squadra e settore giovanile fin lì svolti nel complesso Sisport di Orbassano, la Juventus presentò ai consigli comunali di Nichelino e Vinovo la richiesta di concessione per l'usufrutto di una superficie di 167500 m² sul terreno ove sorgeva l'ippodromo del galoppo, sito fra i citati comuni nell'area compresa tra la via Debouché (Comune di Nichelino) a ovest, la via Scarrone (Comune di Nichelino) a nord e la S.P. 143 (Comune di Vinovo) a sud — a 14 km dal centro della città di Torino —, nelle vicinanze del parco naturale di Stupinigi, con la finalità di dotare la società di un patrimonio immobiliare moderno che permettesse lo svolgimento dell'attività sportiva con 115000 m² adiacenti alla struttura (da creare) destinata alla promozione commerciale nota come «Mondo Juve» e, infine, 21000 m² che fosse dedicato a diverse attività aziendali includendo un centro di medicina sportiva.
Inizialmente denominato «Centro Allenamento Juventus», tre mesi più tardi una riedizione del piano originale ottenne la concessione e l'autorizzazione per l'inizio dei lavori di costruzione.
In ragione alla riorganizzazione della struttura della rete viaria connessa ai comuni di Nichelino e Vinovo, e a un'inchiesta sulla superficie su cui doveva sorgere il parco commerciale Mondo Juve, che sarà ceduto all'Ippodromo di Vinovo nel 2010, le attività riguardanti la costruzione dei campi d'allenamento bianconeri furono sospese fino a maggio 2003, quando il club ottenne l'approvazione definitiva delle autorità comunali e regionali. Undici mesi più tardi ebbero inizio i lavori di costruzione, durati un biennio e a cura degli studi GAU e Shesa. Il nuovo centro d'allenamento della Juventus fu inaugurato nel 2006 dall'allora presidente del club Giovanni Cobolli Gigli su un'area iniziale di 140000 m², di cui 6000 m² coperti.

### Espansione di superficie
Nel dicembre 2014 la società bianconera acquisì una superficie aggiuntiva di 22900 m² adiacente al centro per € 10 800 000, che sarà destinata a eventuali ampliamenti della propria infrastruttura per usufrutto del settore giovanile del club, nel frattempo ristrutturato.
Infine, nel luglio 2016, ha esercitato il riacquisto del centro sportivo saldando il debito e cancellando l'ipoteca, allora detenuta dalla banca Unicredit Leasing. In precedenza, esso era amministrato dall'azienda Campi di Vinovo S.p.A., controllata al 71,3% dal club torinese a tutto il 2003.
Il JTC di Vinovo, visto il trasloco della prima squadra maschile nel nuovo e omonimo centro sportivo alla Continassa, è diventato a partire dall'estate 2018 a uso esclusivo degli allenamenti di gran parte delle squadre del settore giovanile bianconero e, con l'istituzione della stessa dal 2018, della seconda squadra maschile. Inoltre, dall'istituzione della prima squadra femminile, Vinovo è stato dal 2017 al 2023 il campo di gara casalingo della squadra – più precisamente nel campo «Ale&Ricky» –, e dal 2018 ne rimane la sede d'allenamento.
Dal 2012 al 2017 ha inoltre ospitato le attività sportivo-accademiche del J-College.

## Struttura

### Area sportiva
L'area training comprende:

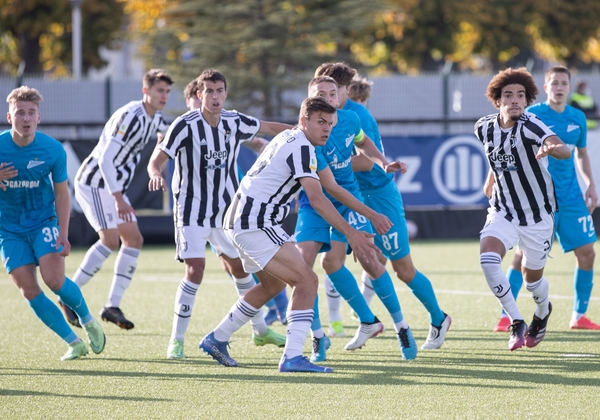
Una partita di UEFA Youth League 2021-2022 al campo «Ale&Ricky» di Vinovo tra le squadre Under-19 di Juventus e

- otto campi da calcio regolamentari:
  - il campo «Ale&Ricky»[1] (dedicato alla memoria di Alessio Ferramosca e Riccardo Neri,[37] ragazzi delle giovanili bianconere scomparsi a causa di un tragico e fortuito incidente in loco[38]), campo con manto in erba sintetica e tribuna coperta da 200 posti (un totale di 498 se si considerano anche in posti in piedi), riservato alle partite casalinghe delle squadre Under-19, 17, 16 e 15 e, in precedenza, della Juventus Women nel periodo 2017-2023, oltre agli allenamenti delle Under bianconere ed eventi destinati a giovanili e scuole calcio;
  - un campo con manto in erba naturale e tribuna coperta da 400 posti;
  - altri cinque campi con manto in erba naturale, di cui due, dove si allenano la prima squadra femminile e la seconda squadra maschile, dotati di prato riscaldato;
  - un altro campo con manto in erba sintetica;
- un campo da calcio di dimensione ridotta, con copertura pressostatica mobile, utilizzato in caso di freddo e maltempo;
- una piscina, che permette il nuoto controcorrente e l'idromassaggio;
- un centro di fisioterapia;
- una palestra di riscaldamento e muscolazione;
- calcio tennis;
- otto spogliatoi per agonismo (uno a testa per Women e Under-23, e i restanti sei per le squadre giovanili);
- due magazzini.

### Area direzionale
Il media center comprende:
- un convitto;
- un centro di medicina sportiva;
- una sala per le riunioni tecniche;
- gli studi televisivi di JTV;
- la sala stampa, che può ospitare fino a 30 giornalisti, per le conferenze stampa.

## Utilizzo
La struttura ospita gli allenamenti del settore giovanile maschile della Juventus, dalla Juventus Next Gen in giù. In ambito femminile, è sede d'allenamento della Juventus Women e del settore giovanile femminile bianconero.
Il JTC, nello specifico il campo «Ale&Ricky», è anche sede degli incontri ufficiali di pressoché tutte le squadre giovanili maschili, con la sola eccezione della Juventus Next Gen che gioca le proprie partite interne allo stadio Giuseppe Moccagatta di Alessandria.